# 罗伯特·特鲁希略
罗伯特·特鲁希略（Robert Trujillo，1964年10月23日－），原名罗伯托·阿古斯丁·特鲁希略（Roberto Agustín Trujillo），美国重金属乐队金属製品的贝斯手。2003年2月24日起成為該樂隊的成員，是目前服役時間最長的贝斯手。此前為自殺傾向樂隊（Suicidal Tendencies，1989年加入至1995年離開，期間在1993年樂隊曾支援金属製品巡迴演唱會演出，目前由長子泰·特魯希略於2021年繼承）與奥齐·奥斯本的贝斯手。
特魯希略從金属製品獲得了一百萬美元，作為加入該樂隊的預付款。他的招聘、試鏡以及百萬美元報訓出現在2004年的紀錄片《異種怪獸》中。作為金属製品的現任贝斯手，2009年4月4日，他與樂隊的所有現任成員以及前任贝斯手傑森·紐斯特（特魯希略加入金屬製品兩年前辭職）和逝世贝斯手克利夫·伯頓一起選入搖滾名人堂。

## 早年经历
出生于加州圣莫尼卡，在卡尔弗城长大。母亲来自墨西哥瓜納華托州莱昂。